# كفر ناصر
قرية كفر ناصر هي إحدى القرى التابعة لمركز ببا في محافظة بني سويف في جمهورية مصر العربية. حسب إحصاءات سنة 2006، بلغ إجمالي السكان في كفر ناصر 8786 نسمة، منهم 4638 رجل و4148 امرأة.